# Melige pruimenluis
Melige pruimenluis (Hyalopterus pruni) is een bladluis behorend tot de familie Aphididae. Het zuigt sap uit planten. De primaire waardplanten zijn Prunus-soorten en de secundaire waardplanten zijn verschillende soorten riet en grassen op moerasland. 

## Kenmerken
Ongevleugelde volwassen exemplaren hebben een lengte van 1,1 tot 1,6 mm en zijn langwerpig. De kleur is doorgaans lichtgroen met fijne donkerder groene vlekken en de ogen zijn rood.  Ze zijn bedekt met melig witte was waardoor ze grijs of lichtgroen kunnen lijken. De antennen zijn 0,5 tot 0,75 keer zo lang als de lichaamslengte. 

## Levenswijze
Hyalopterus pruni is te vinden van de lente tot de herfst. De volwassenen blijven 3-13 generaties vleugelloos. Gevleugelde adulten verschijnen meestal pas in juni/juli en verplaatsen zich naar rietgrassen of lisdoddes, terwijl de vleugelloze adulten op de waardplanten blijven. De gevleugelde adulten leggen eieren op de waardplanten en overwinteren in het eierstadium, dicht bij de bloemknoppen. Eieren komen uit als de knoppen bloeien. Hun voedingsactiviteit produceert een hoeveelheid honingdauw die op de waardplanten achterblijft en een verscheidenheid aan insecten aantrekt.

## Verspreiding
Deze soort heeft een kosmopolitische distributie.